# Heraldicus
Een heraldicus (meervoud: heraldici) is een deskundige op het gebied van de heraldiek of de wapenkunde. Als de persoon in staatsdienst is wordt hij ook wel met de titel heraut aangeduid.

## Toelichting

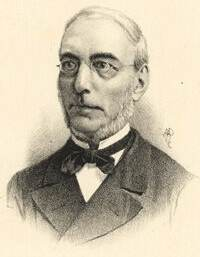
Johannes Baptista Rietstap in 1861

In alle West-Europese landen publiceerden heraldici in de tweede helft van de 19e eeuw degelijk geïllustreerde handleidingen over heraldiek. In Engeland: Woodword en Foster, in Duitsland: von Ströh, Hupp en Felix Hauptmann en in Frankrijk: Foras.
Bekende Belgische (overleden) heraldici zijn: Oscar Coomans de Brachène (ook genealoog), Léon de Herckenrode, Oscar de T'Serclaes, Paul Verhaegen, Ernest Warlop, Jos Goolenaerts, Lucien Fourez en Jules Bosmans.  
Bekende Nederlandse (overleden) heraldici zijn: Gerlof Bontekoe, Aernout van Buchel, Joan Graafland, Sytze Gerke van der Laars, Titus van der Laars, Johannes Rietstap, August Hendrik Sassen en Laurens Philippe Charles van den Bergh, tevens archivaris. Rijksarchivaris Laurens Philippe Charles van den Bergh en Johannes Rietstap waren belangrijke figuren voor de verspreiding van de kennis van de heraldiek in Nederland. Rietstap legde in verschillende talen een precies en gedetailleerd woordgebruik vast voor de beschrijving van wapens. Met name Cornelius Pama zorgde in 1943 met de herpublicatie van Rietstaps Handboek der wapenkunde met een heraldische woordenlijst in Frans, Engels, Duits en Afrikaans voor meer bekendheid van zijn werk.  
Nog levende Nederlandse heraldici zijn: Henk ’t Jong, Guus van Breugel, Piet Bultsma, Cor Böhms, William Coolen. Nog levende Belgische heraldici zijn: Marc van de Cruys, Prisca van Dessel.
Provincies, gemeenten, waterschappen, bisdommen, allerhande verenigingen en (adellijke) families doen soms een beroep op een heraldicus voor het ontwerpen van een wapen en/of vlag.  